# 南丹县
南丹县是中国广西壮族自治区河池市所辖的一个县。总面积为3902平方公里，縣人民政府駐城關鎮。

## 历史
北宋開寶七年（974年）始有南丹之名，李燾《續資治通鑑長編》載：“南丹州蠻，溪峒之别種也，地與宜州接。開寶七年秋七月丙辰，酋帥莫洪曣自稱節度使，遣牙校陳紹規奉表修貢，求内屬”。贞观二十一年，朝廷在廣西即置羁縻明州，唐朝末年蠻酋分據其地，自置刺史，五代十国改属宜州。开宝七年（974年）七月，壮族土酋莫洪曣归宋，朝廷委命酋長爲刺史，并以南丹州刺史印賜之。日後莫洪皓、莫淮辿、莫世忍、莫公佞等相继为刺史。元丰三年(1080年) ，莫世忍向朝廷进贡，另赐新印“南丹州印”。入元，南丹州設立安撫司。洪武二十八年（1395年），设南丹卫，辖前后左右中五所，受指挥使统领。光绪三十一年，莫泌繼任最後一任土司，前後共有52任南丹土司，皆莫家世襲。

## 人口
根据(广西壮族自治区)河池市第七次全国人口普查主要数据公报显示：南丹县常住人口为275554人，男性人口占比52.21%，女性人口占比47.79%，年龄结构中0-14岁占比26.01%，15-59岁占比59.53%，60岁以上占比14.46%，65岁以上占比10.81%。

## 行政区划
南丹县下辖8个镇、3个民族乡：
城关镇、大厂镇、车河镇、芒场镇、六寨镇、月里镇、吾隘镇、罗富镇、中堡苗族乡、八圩瑶族乡和里湖瑶族乡。

## 交通
- 兰海高速、 丹峨高速、 210国道、 243国道过境。
- 南丹站：黔桂鐵路

## 災難
- 2001年南丹矿难，81人死，礦公司與縣委合謀瞞報12天